# América Football Club (CE)
|  | Aquest article tracta sobre el club de futbol de la ciutat de Fortaleza. Vegeu-ne altres significats a «América Futebol Clube». |

L'América Football Club és un club de futbol brasiler de la ciutat de Fortaleza a l'estat de Ceará.

## Història

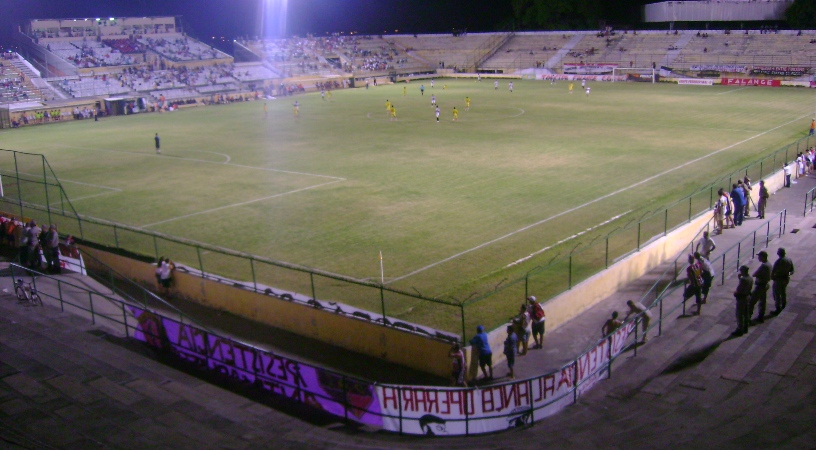
Estadi Presidente Vargas (Ceará).

El club va ser fundat l'11 de novembre de 1920. Els seus majors èxits han estat els campionats estatals dels anys 1935 i 1966. A més, els anys 1933, 1934, 1940, 1943, 1948 i 1954 l'América fou finalista de la competició. El 1967 participà en la Taça Brasil, el campionat nacional d'aquells anys. El club guanyà el Grupo Norte da Zona Norte da Taça Brasil, vencent el Paysandu SC de Belém per 1-0. Entre 1921 i 1997 el club jugà ininterrompudament a la primera divisió estatal. El 1997 baixà a segona categoria i més tard a tercera divisió. El 2014 retornà novament a segona divisió.
El seu futbolista més destacat de la història ha estat José Ribamar de Oliveira "Canhoteiro", qui jugà pel club entre 1949 fins al seu fitxatge pel São Paulo FC el 1953.

## Palmarès
- Campionat cearense: 
  - 1935, 1966

## Estadi
Juga els seus partits a l'Estadi Presidente Vargas, amb una capacitat per a 23.000 espectadors.

## Altres seccions
L'equip de basquetbol dominà el campionat de Ceará durant els anys 1960, vencent els campionats de 1962, 1963, 1964, 1966 i 1967.
L'equip de futsal també guanyà els campionats estatals dels anys 1957, 1958, 1964, 1965, 1966, 1967, 1968 i 1969.